# Pôle de conservation

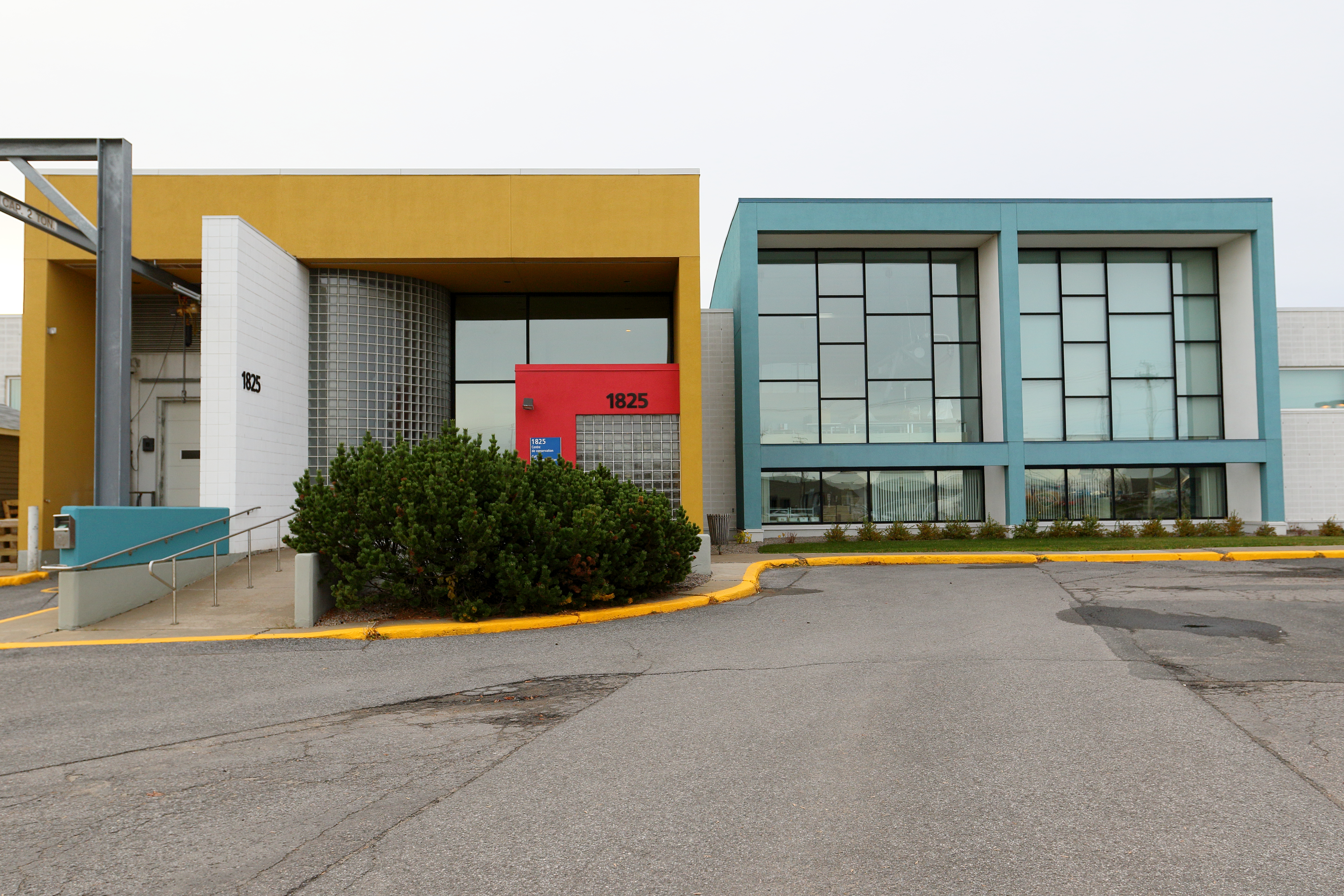
Le centre de conservation du Québec, dans la ville du même nom.

Un pôle de conservation ou centre de conservation est un espace de réserve d'un musée ou d'une institution culturelle. Il comprend au minimum des espaces de stockage des œuvres d'un ou de plusieurs établissements. Il peut également comporter un accès partiel du public, et souvent un espace de restauration des œuvres endommagées.

## Conservation
Un pôle ou un centre de conservation est un espace destiné à l'accueil des réserves d'une institution culturelle ; l'institution en question est généralement un musée, mais il peut également s'agir d'une bibliothèque, voir d'un site d'archives. Par rapport aux réserves d'un musée, le pôle de conservation se caractérise par les conditions renforcées de sécurité et de sûreté extérieures et intérieures et de conservation, ainsi que par les capacités renforcées d'espace d'accueil pour anticiper les futurs accroissements des collections.
Ces conditions particulières permettent de préserver les collections fragiles d'agressions extérieures, par exemple des inondations dans le cas des musées de Paris.
Les modes de conservation incluent également des protections contre les dégradations intrinsèques des œuvres, notamment du fait de l'oxydation ou de micro-organismes. Les documents sont alors stockés sous un vide partiel ou sous une atmosphère raréfiée en dioxygène,. Compte tenu des connaissances en matière de dégradation des œuvres, des mesures de conservation préventive peuvent être prises, en mettant en œuvre des traitements adaptés au type de dégradation subi,.

## Restauration
Les pôles de conservation peuvent également être des lieux de restauration des œuvres endommagées. Les procédés de restauration mis en œuvre incluent premièrement la désinfection, c'est-à-dire l’éradication des moisissures, insectes et bactéries sans altérer les documents traités. La désinfection peut se faire par utilisation d'oxyde d'éthylène ou par anoxie. Un second traitement possible est celui de dépoussiérage, qui est généralement effectué après la désinfection. L'application d'une cire fongistatique peut être utile pour traiter les reliures en cuir. Enfin, les imprimés postérieurs à 1870 sont souvent édités sur papier acide, ce qui entraîne leur destruction. Des procédés de désacidification de masse permettent d'y remédier.

## Accueil du public
Les pôles de conservation n'ont pas vocation ontologique à accueillir du public, en particulier évidemment dans les zones de conservation les plus critiques. Toutefois, des lieux d'exposition, sous certaines conditions, peuvent y être aménagés, afin d'apporter une valorisation scientifique et culturelle au simple stockage,. Ces centres peuvent également accueillir le public lors d'occasions spéciales, telles que les journées européennes des métiers d’art ou les journées européennes du patrimoine.